# Zone Labs
Zone Labs – in 2004 overgenomen door Check Point – was een softwarebedrijf dat zich voornamelijk richtte op beveiligingsproducten voor desktopcomputers.
Zone Labs werd opgericht door Gregor Freund. Het bedrijf was het meest bekend om zijn gratis ZoneAlarm (basic) firewall. Ze hadden echter ook een anti-spyware, anti-virus en een all-in securitypakket met antivirus, antispyware en firewall. 

## Producten
- ZoneAlarm Internet Security Suite
- ZoneAlarm Pro
- ZoneAlarm Antivirus
- ZoneAlarm Anti-spyware
- ZoneAlarm Secure Wireless Router
- ZoneAlarm IM Security
- ZoneAlarm (Free)